# Роберт Дорфман
Роберт Дорфман (англ. Robert Dorfman, 27 жовтня 1916, Нью-Йорк, США — 24 червня 2002, Белмонт, шт. Массачусетс) — американський економіст.

## Біографія
Він народився в Нью-Йорку, США, і отримав ступінь бакалавра математичної статистики в Колумбійському університеті в Нью-Йорку.
У 1937 році там же отримав ступінь магістра.
1939 році він опублікував важливий документ про так званий дельта-метод.
Він працював у федеральному керівництві статистиком 4 роки, починаючи з 1939 року. Він працював оперативним аналітиком ВВС під час Другої світової війни.
В 1946 році поступив в Каліфорнійський університет Берклі і отримав ступінь доктора філософії в області економіки в 1950 році із дисертацією під назвою «Застосування лінійного програмування до теорії фірми»
В 1955 році Дорфман переїхав до Гарварду. Був професором економіки з 1955 по 1972 рік.
За словами його дружини Ненсі Дорфман, «Він звернувся до математики як до альтернативної поезії, розуміючи, що майбутнього, як в поета у нього немає». Як стверджує Гарвард Газет, «Його життєва любов до поезії та літератури відображалася в чіткості та витонченості, з якою він зміг пояснити складні економічні теорії простою мовою».
«Він звернувся до економіки в той час, коли лінійні моделі виробництва та дистрибуції захоплювали уяву професії», — сказав Роберт Солоу, його науковий співавтор та лауреат Нобелівської премії.
Дорфман зробив солідний теоретичний та прикладний внесок в сучасну економічну науку.
Він також зробив вагомий внесок у зелену економіку, особливо стосовно природних ресурсів на Близькому Сході та Південній Азії. Наприклад, його аналіз водних ресурсів Пакистану спирався на співпрацю з інженерами та гідрологами для глибшого розуміння проблем збереження та розподілу дефіцитних ресурсів.
Помер Р. Дорфман 24 червня 2002 року в своєму будинку в Бельмонті після тривалої хвороби.

## Нагороди, заслуги та звання
- стипендії Гуггенхайма;
- дві дослідницькі стипендії фонду Форда;
- названий почесним членом Американської академічної асоціації та членом Американської академії мистецтв і наук;
- віце-президент Американської економічної асоціації;
- віце-президент Асоціації екологічних організацій;
- член декількох комітетів орієнтованих на екологічні проблеми;
- очолював комітет Національної дослідницької ради.

## Твори
- Математическое, или «линейное», программирование: нематематическое представление[4] // Вехи экономической мысли. Т. 2. Теория фирмы / Под ред. В. М. Гальперина — СПб.:Экономическая школа, 2000. — с.205—242 — 534 с.— ISBN 5-900428-49-4 (англ. Mathematical or «Linear» Programming: a non-mathematical exposition, 1953).
- Linear Programming and Economic Analysis, with P. A. Samuelson and R. M. Solow.
- A Graphical Exposition of Böhm-Bawerk's Interest Theory, 1959, RES.
- Waiting and the Period of Production, 1959, QJE.
- Prices and Markets, 1967.
- General Equilibrium with Public Goods, 1969, in Margolis and Guiton, editors, Public Economics.
- An Economic Interpretation of Optimal Control Theory, 1969, AER.
- A Formula for the Gini Coefficient, 1979, REStat.